# Жёлтик
«Жёлтик» — советский рисованный мультфильм киностудии «Союзмультфильм» 1966 года для малышей. О приключениях цыплёнка по имени Жёлтик.

## Сюжет
Мама-курица напевает песню и работает на швейной машине. Услышав писк цыплят, она снимает одеяло, но не вылупился только Жёлтик — пятый цыплёнок. Наконец, яйцо лопается, и из него выходит Жёлтик, который не знает, кто такая его мама. Последняя, пересчитав цыплят, ведёт их на прогулку.
На крыльце Жёлтик отстал и провалился в яму. Выйдя наружу, цыплёнок снимает платок и со слезами зовёт маму. На шум пришёл щенок и утешивает цыплёнка, заставив клюнуть мимо проползающего червяка. Метод подействовал. Распрощавшись с щенком, Жёлтик ушёл в лес. Увидев синицу, Жёлтик решил «взлететь», но птица лишь смеётся над ним. К тому времени мама-курица, переправляя цыплят через мост, заметила, что Жёлтик потерялся, понесла их домой, закрыла на ключ и пошла на поиски Жёлтика.
Жёлтик в это время увидел в лесу спящую змею и клюёт её, приняв за «большого червяка». Проснувшаяся змея, дабы съесть Жёлтика, решила показать ему «фокус», но цыплёнка спасает ёжик, вызванный синицей.
Проходя мимо лисьей землянки, цыплёнок решил, что «здесь кто-то живёт». К нему выходит лиса и, желая съесть Жёлтика, «играет» с ним в прятки. Но лису прогоняет лось, тоже вызванный синицей. Жёлтик решил, что «все его боятся».
Тем временем мама-курица, ища Жёлтика в лесу, разрыдалась в отчаянии, но синица помогает воссоединить маму с сыном, который к тому времени «подрался» со своим отражением в воде. В конце мультфильма цыплёнок рассказывает маме, как все его «пугаются», но та говорит: «Глупенький! И ничего тут ты не понимаешь! Разве это тебя пугаются?». Затем она уводит сына домой.

## Создатели
| автор сценария             | Екатерина Карганова |
| режиссёр                   | Юрий Прытков |
| художник-постановщик       | Наталия Свободова |
| оператор                   | Нина Климова |
| композитор                 | Николай Губарьков |
| звукооператор              | Борис Фильчиков |
| художники-мультипликаторы: | Владимир Пекарь, Владимир Попов, Константин Чикин, Эльвира Маслова, Галина Баринова, Елена Вершинина, Борис Петин, Иван Давыдов, Ольга Орлова                   |
| ассистент                  | Татьяна Домбровская |
| художник                   | Вера Харитонова |
| актёры:                    | Клара Румянова (цыплёнок Жёлтик), Елена Понсова (Курица, Змея), Рина Зелёная (Лиса), Юлия Юльская (Щенок, нет в титрах), Юрий Хржановский (Ёжик, нет в титрах). |
| монтаж                     | Изабеллы Герасимовой |
| редактор                   | Пётр Фролов |

- Создатели приведены по титрам мультфильма.

## Выпуски
В 1990-е годы на аудиокассетах изданием Twic Lyrec была выпущена аудиосказка по одноимённому мультфильму с текстом Александра Пожарова.

## Видео
Мультфильм был выпущен на VHS (в начале 1990-х) и DVD (2000-е) компанией «Крупный план». При записи была использована цифровая реставрация изображения и звука.